# Breite Straße 106 (Wernigerode)

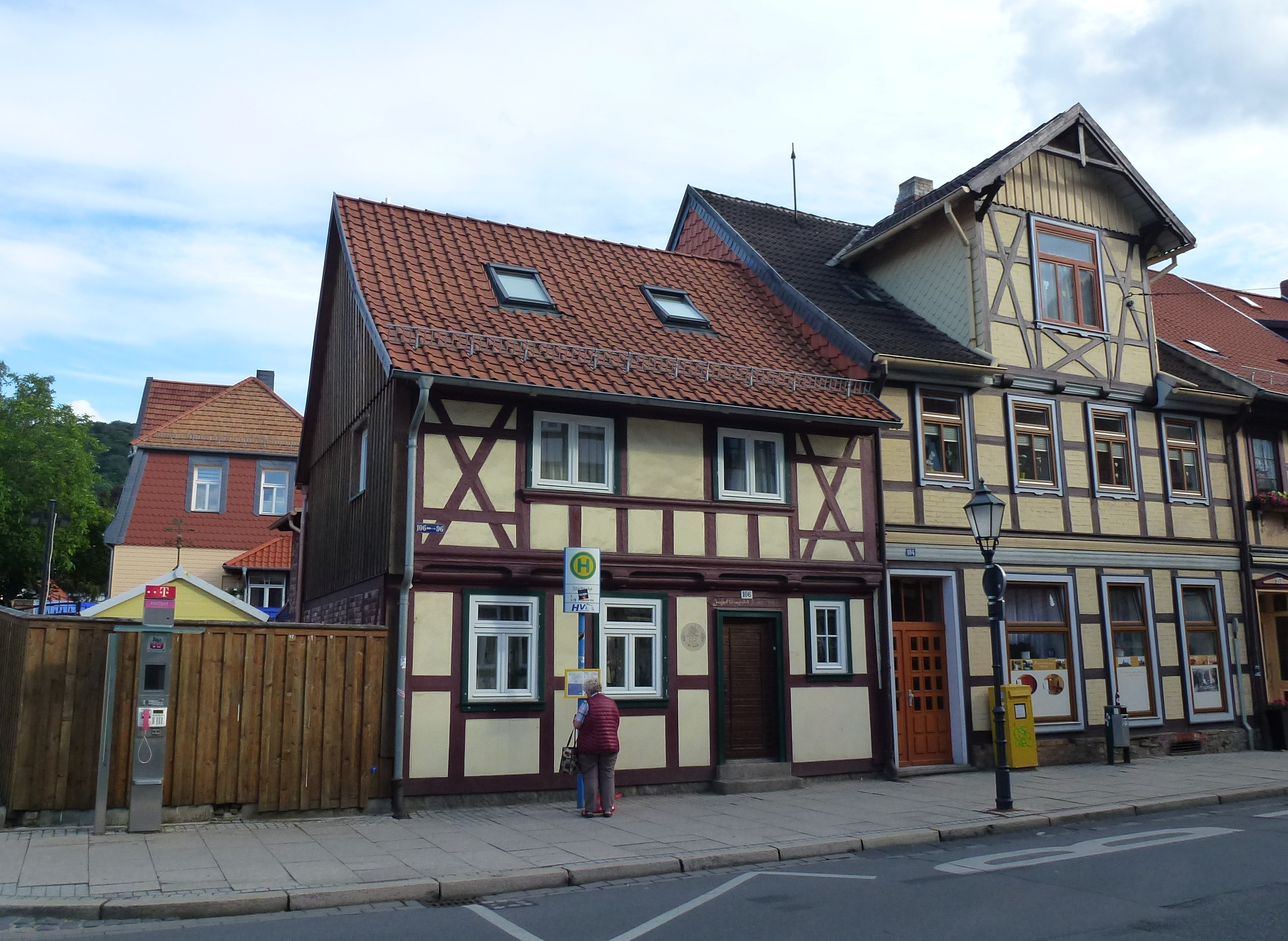
Wohnhaus Breite Straße 106 unweit des früheren Rimbecker Tores

Das Haus Breite Straße 106 ist ein denkmalgeschütztes Haus in der Stadt Wernigerode im Landkreis Harz in Sachsen-Anhalt. Es handelt sich um ein Wohnhaus, das sich unmittelbar am 1843 abgerissener Rimbecker Tor unterhalb des Neustädter Burgberges befand und heute als Stadtecke bezeichnet wird.

## Architektur und Geschichte
Das Gebäude stammt aus dem 1. Viertel des 18. Jahrhunderts. Es befindet sich in der historischen Neustadt von Wernigerode auf der Südseite der Breiten Straße, einer der Hauptgeschäftsstraßen der Stadt. Es ist eines der wenigen, nicht neuzeitlich umgebauten Fachwerkhäuser dieser Straße. Es ist relativ klein und nur zweigeschossig. Das Dach wurde nicht ausgebaut. Dort befinden sich zwei Dachluken, die zur Straße zeigen.
Bis in das 19. Jahrhundert lag das Gebäude unmittelbar am Innentor des Rimbecker oder Rimker Tores, durch den der Hauptverkehrs aus östlicher Richtung in die Stadt Wernigerode führte. Als Verkehrshindernis wurde das frühere Stadttor abgebrochen, wodurch das Gebäude Breite Straße 106 an der Westseite frei stand.
Das Gebäude wurde mit funktionellem, einfachem Fachwerk errichtet. An den beiden Seiten des oberen Geschosses befinden sich zwei typische Andreaskreuze. Der Holzbalken über dem Türeingang zur Straßenseite ist verziert, mit einem Schriftzug und des Jahreszahl 1708 versehen.
Unmittelbar vor dem Haus Breite Straße 106 befindet sich die Bushaltestelle Stadtecke der Stadtlinie der Wernigeröder Verkehrsbetriebe (WVB) (Linien 2, 3 und 5).
Früher trug das Gebäude die Ortslistennummer 321. Es handelte sich ursprünglich um ein Wohnhaus mit Hofraum und Hausgarten, Stall, Scheune und Gartenhaus. Besitzer des Gebäudes war in den Jahren 1895/1896 der Ökonom Heinrich Becker.
Im Denkmalverzeichnis der Stadt Wernigerode ist das Haus als Baudenkmal unter der Erfassungsnummer 094 25035 verzeichnet.